# Past Masters
| Đánh giá chuyên môn  | Đánh giá chuyên môn |
| Nguồn đánh giá       | Nguồn đánh giá      |
| Nguồn                | Đánh giá            |
| -------------------- | ------------------- |
| Allmusic             | Volume One          |
| Allmusic             | Volume Two          |
| Allmusic             | Volumes One & Two   |
| BBC                  | (tích cực)          |
| Consequence of Sound | [ 5 ]               |
| The Daily Telegraph  | [ 6 ]               |
| One Thirty BPM       | (100%)              |
| Pitchfork Media      | (9.2/10.0)          |

Past Masters là bộ tuyển-tập-kép của The Beatles được phát hành vào năm 1988 và là một phần trong tuyển tập tái bản các lưu trữ của họ dưới định dạng CD. Được chọn lựa theo cây viết sử của ban nhạc Mark Lewisohn, tuyển tập này bao gồm những đĩa đơn từng được The Beatles phát hành thương mại, trong đó có tất cả những bản thu không nằm trong 12 album chính thức của ban nhạc cũng như bản LP Magical Mystery Tour.
Hầu hết nội dung của Past Masters là những đĩa đơn mặt A và B từng được phát hành của ban nhạc, bao gồm tất cả các đĩa đơn từng được bày bán dưới mọi định dạng. Tuyển tập cũng có bản EP Long Tall Sally vốn trước đó chỉ được phát hành tại Anh, 2 ca khúc tiếng Đức, 1 ca khúc chỉ được phát hành tại Mỹ và cả 1 ca khúc từng được đưa vào album tuyển tập từ thiện.

## Phát hành
Past Masters ban đầu được phát hành dưới dạng 2 CD riêng biệt là Past Masters, Volume One và Past Masters, Volume Two vào ngày 7 tháng 3 năm 1988. Cả hai CD đều nằm trong tuyển tập The Beatles Boxed Set. Box set Past Masters, Volumes One & Two được bày bán vào ngày 24 tháng 10 năm 1988 tại Mỹ và ngày 10 tháng 11 năm 1988 tại Anh.
Ấn bản 2 CD được phát hành vào ngày 9 tháng 9 năm 2009 nằm trong dự án tái bản và chỉnh âm lưu trữ của The Beatles rồi được đưa vào ấn bản The Beatles Stereo Boxed Set. Sản phẩm này có bản mix mới của "From Me to You" và "Thank You Girl". Trong ấn bản The Beatles in Mono, album Mono Masters thay thế Past Masters với các ca khúc tương tự dưới định dạng mono.
Bản Past Masters LP-kép dưới định dạng đĩa than được phát hành vào ngày 12 tháng 11 năm 2012.

## Danh sách ca khúc
Các ca khúc được thu dưới định dạng stereo. Ngày ghi bên là ngày ca khúc được phát hành, không phải là ngày ca khúc được thu âm. Mọi ca khúc được viết bởi Lennon-McCartney, những sáng tác khác được ghi chú bên.

### Past Masters, Volume One
Album bao gồm các bản thu gốc được phát hành trong khoảng từ năm 1962 tới 1965:
- 11 ca khúc được phát hành dưới dạng đĩa đơn tại Anh (mặt A và mặt B)
- 2 ca khúc được phát hành dưới dạng đĩa đơn tại Đức "Komm, Gib Mir Deine Hand"/"Sie Liebt Dich"
- 4 ca khúc trong EP Long Tall Sally
- Ca khúc chỉ được phát hành tại Mỹ "Bad Boy", trích từ album Beatles VI (cho dù sau đó ca khúc cũng được đưa vào album Oldies năm 1966 của Parlophone)

| STT              | Nhan đề | Hát chính                       | Thời lượng |
| ---------------- | --- | ------------------------------- | ---------- |
| 1.               | "Love Me Do" (đĩa đơn mặt A phát hành ngày 6 tháng 10 năm 1962 phát hành bởi Parlophone, lưu trữ số 45-R4949; thu âm ngày ngày 4 tháng 9 năm 1962, với Ringo Starr chơi trống; mono)       | Paul McCartney cùng John Lennon | 2:24       |
| 2.               | "From Me to You" (đĩa đơn mặt A phát hành ngày 11 tháng 4 năm 1963; mono, stereo trong ấn bản năm 2009)                                                                                    | Lennon                          | 1:58       |
| 3.               | "Thank You Girl" (đĩa đơn mặt B phát hành ngày 11 tháng 4 năm 1963; mono, stereo trong ấn bản năm 2009)                                                                                    | Lennon                          | 2:04       |
| 4.               | "She Loves You" (đĩa đơn mặt A phát hành ngày 23 tháng 8 năm 1963; mono) | Lennon và McCartney             | 2:21       |
| 5.               | "I'll Get You" (đĩa đơn mặt B phát hành ngày 23 tháng 8 năm 1963; mono) | Lennon và McCartney             | 2:06       |
| 6.               | "I Want to Hold Your Hand" (đĩa đơn mặt A phát hành ngày 29 tháng 11 năm 1963) | Lennon                          | 2:27       |
| 7.               | "This Boy" (đĩa đơn mặt B phát hành ngày 29 tháng 11 năm 1963) | Lennon                          | 2:16       |
| 8.               | "Komm, Gib Mir Deine Hand" (Lennon/McCartney/Nicolas/Hellmer) (đĩa đơn phát hành ngày 5 tháng 3 năm 1964 tại Đức; stereo chất lượng thấp, stereo chất lượng tốt hơn trong ấn bản năm 2009) | Lennon                          | 2:27       |
| 9.               | "Sie Liebt Dich" (Lennon/McCartney/Nicolas/Montague) (đĩa đơn phát hành ngày 5 tháng 3 năm 1964 tại Đức; stereo chất lượng thấp, stereo chất lượng tốt hơn trong ấn bản năm 2009)          | Lennon và McCartney             | 2:20       |
| 10.              | "Long Tall Sally" (Enotris Johnson, Robert Blackwell, Richard Penniman) (trong EP Long Tall Sally phát hành ngày 19 tháng 6 năm 1964)                                                      | McCartney                       | 2:03       |
| 11.              | "I Call Your Name" (trong EP Long Tall Sally) | Lennon                          | 2:09       |
| 12.              | "Slow Down" (Larry Williams) (trong EP Long Tall Sally) | Lennon                          | 2:56       |
| 13.              | "Matchbox" (Carl Perkins) (trong EP Long Tall Sally) | Ringo Starr                     | 1:59       |
| 14.              | "I Feel Fine" (đĩa đơn mặt A phát hành ngày 27 tháng 11 năm 1964) | Lennon                          | 2:20       |
| 15.              | "She's a Woman" (đĩa đơn mặt B phát hành ngày 27 tháng 11 năm 1964) | McCartney                       | 3:03       |
| 16.              | "Bad Boy" (Williams) (trong album Beatles VI phát hành tại Mỹ ngày 14 tháng 6 năm 1965, và trong A Collection of Beatles Oldies phát hành ngày 10 tháng 12 năm 1966 phát hành tại Anh)     | Lennon                          | 2:21       |
| 17.              | "Yes It Is" (đĩa đơn mặt B phát hành ngày 9 tháng 4 năm 1965 của "Ticket to Ride") | Lennon                          | 2:43       |
| 18.              | "I'm Down" (đĩa đơn mặt B phát hành ngày 23 tháng 7 năm 1965 của "Help!") | McCartney                       | 2:32       |
| Tổng thời lượng: | Tổng thời lượng: | Tổng thời lượng:                | 42:28      |

### Past Masters, Volume Two
Album bao gồm các bản thu gốc được phát hành trong khoảng từ năm 1965 tới 1970:
- 14 ca khúc được phát hành dưới dạng đĩa đơn tại Anh (mặt A và mặt B)
- Ấn bản hát lại "Wildlife" của ca khúc "Across the Universe" trích từ album từ thiện No One's Gonna Change Our World

| STT              | Nhan đề | Hát chính           | Thời lượng |
| ---------------- | --- | ------------------- | ---------- |
| 1.               | "Day Tripper" (đĩa đơn mặt A-kép phát hành ngày 3 tháng 12 năm 1965)                                                                                                  | Lennon và McCartney | 2:50       |
| 2.               | "We Can Work It Out" (đĩa đơn mặt A-kép phát hành ngày 3 tháng 12 năm 1965)                                                                                           | McCartney           | 2:16       |
| 3.               | "Paperback Writer" (đĩa đơn mặt A phát hành ngày 10 tháng 6 năm 1966)                                                                                                 | McCartney           | 2:19       |
| 4.               | "Rain" (đĩa đơn mặt B phát hành ngày 10 tháng 6 năm 1966) | Lennon              | 3:02       |
| 5.               | "Lady Madonna" (đĩa đơn mặt A phát hành ngày 15 tháng 6 năm 1968) | McCartney           | 2:18       |
| 6.               | "The Inner Light" (George Harrison) (đĩa đơn mặt B phát hành ngày 15 tháng 3 năm 1968)                                                                                | Harrison            | 2:37       |
| 7.               | "Hey Jude" (đĩa đơn mặt A phát hành ngày 30 tháng 8 năm 1968) | McCartney           | 7:08       |
| 8.               | "Revolution" (đĩa đơn mặt B phát hành ngày 30 tháng 8 năm 1968) | Lennon              | 3:25       |
| 9.               | "Get Back" (đĩa đơn mặt A phát hành ngày 11 tháng 4 năm 1969) | McCartney           | 3:15       |
| 10.              | "Don't Let Me Down" (đĩa đơn mặt B phát hành ngày 11 tháng 4 năm 1969)                                                                                                | Lennon              | 3:35       |
| 11.              | "The Ballad of John and Yoko" (đĩa đơn mặt A phát hành ngày 30 tháng 5 năm 1969)                                                                                      | Lennon              | 3:00       |
| 12.              | "Old Brown Shoe" (Harrison) (đĩa đơn mặt B phát hành ngày 30 tháng 5 năm 1969)                                                                                        | Harrison            | 3:18       |
| 13.              | "Across the Universe" (ấn bản hát lại "Wildlife" của ca khúc "Across the Universe" trích từ album từ thiện No One's Gonna Change Our World ngày 12 tháng 12 năm 1969) | Lennon              | 3:49       |
| 14.              | "Let It Be" (đĩa đơn mặt A phát hành ngày 6 tháng 3 năm 1970) | McCartney           | 3:51       |
| 15.              | "You Know My Name (Look Up the Number)" (đĩa đơn mặt B phát hành ngày 6 tháng 3 năm 1970; mono)                                                                       | Lennon và McCartney | 4:19       |
| Tổng thời lượng: | Tổng thời lượng: | Tổng thời lượng:    | 51:01      |

## Mono Masters
Ấn bản Mono Masters được phát hành trong tuyển tập box set The Beatles in Mono. Tất cả các sản phẩm trong box set tổng hợp lại các bản thu của The Beatles dưới định dạng mono (ấn phẩm sau đó còn có nhiều sản phẩm từng được trộn âm và chỉ được phát hành dưới định dạng stereo; bản mono được thực hiện bằng cách trộn 2 kênh của ấn bản stereo với nhau). Cũng vì vậy, nội dung của Mono Masters có nhiều khác biệt ở nửa sau của Volume Two trong ấn bản Past Masters vì nhiều ca khúc sau đó được thu âm hoàn toàn dưới định dạng mono ("Old Brown Shoe", "The Ballad of John and Yoko" và "Let It Be"), theo kèm là nhiều bản thu được biết tới dưới định dạng stereo song chưa từng được phát hành dưới định dạng mono.